# 黑线蜑螺
黑线蜑螺（学名：Nerita balteata），是原始腹足目蜑螺科蜑螺属的一种。主要分布于台湾，常栖息在岩礁潮上带。